# Collins John
Collins John (* 17. října 1985, Zwedru, Libérie) je bývalý nizozemský fotbalový útočník a bývalý reprezentant liberijského původu.

## Život
V mládí odcestoval s matkou Esther a bratry z Libérie do Nizozemska. Jeho otec byl zabit roku 1991 v občanské válce. Stejně jako jeho bratři Ola a Paddy nastoupil do mládežnické fotbalové akademie FC Twente. Má také sestru Fate.

## Reprezentační kariéra
Collins John byl členem nizozemských mládežnických výběrů.
Hrál na domácím Mistrovství světa hráčů do 20 let 2005 v Nizozemsku, kde jeho tým vypadl ve čtvrtfinále proti Nigérii v penaltovém rozstřelu. 

Zúčastnil se Mistrovství Evropy hráčů do 21 let 2006 v Portugalsku, kde mladí Nizozemci vybojovali svůj první titul v této věkové kategorii, když porazili ve finále Ukrajinu 3:0. Na turnaji nastoupil jako střídající hráč ve dvou zápasech.
V nizozemském reprezentačním A-mužstvu debutoval v přátelském zápase proti domácímu Švédsku 18. srpna 2004 (remíza 2:2). Dostal se na hřiště v průběhu druhého poločasu. Druhý (a poslední) start si připsal hned během následující reprezentační akce 3. září 2004 v Utrechtu proti Lichtenštejnsku, kde odehrál druhý poločas. Oranje (Nizozemci) vyhráli 3:0.